# New York Film Critics Circle Awards 1995
La 61ª edizione della cerimonia dei New York Film Critics Circle Awards, annunciata il 14 dicembre 1995, si è tenuta il 7 gennaio 1996 ed ha premiato i migliori film usciti nel corso del 1995.

## Vincitori e candidati

### Miglior film
- Via da Las Vegas (Leaving Las Vegas), regia di Mike Figgis
- Ragione e sentimento (Sense and Sensibility), regia di Ang Lee
- Safe, regia di Todd Haynes

### Miglior regista
- Ang Lee - Ragione e sentimento (Sense and Sensibility)
- Mike Figgis - Via da Las Vegas (Leaving Las Vegas)
- Todd Haynes - Safe

### Miglior regista esordiente
- Chris Noonan - Babe - Maialino coraggioso (Babe)
- Lodge Kerrigan - Clean, Shaven
- Noah Baumbach - Scalciando e strillando (Kicking and Screaming)

### Miglior attore protagonista
- Nicolas Cage - Via da Las Vegas (Leaving Las Vegas)
- Anthony Hopkins - Gli intrighi del potere - Nixon (Nixon)
- Jeff Bridges - Wild Bill
- John Travolta - Get Shorty

### Miglior attrice protagonista
- Jennifer Jason Leigh - Georgia
- Elisabeth Shue - Via da Las Vegas (Leaving Las Vegas)
- Julianne Moore - Safe
- Nicole Kidman - Da morire (To Die For)
- Meryl Streep - I ponti di Madison County (The Bridges of Madison County)
- Emma Thompson - Ragione e sentimento (Sense and Sensibility)

### Miglior attore non protagonista
- Kevin Spacey - Il prezzo di Hollywood (Swimming with Sharks), I soliti sospetti (The Usual Suspects), Virus letale (Outbreak) e Seven
- Don Cheadle - Il diavolo in blu (Devil in a Blue Dress)

### Miglior attrice non protagonista
- Mira Sorvino - La dea dell'amore (Mighty Aphrodite)
- Joan Allen - Gli intrighi del potere - Nixon (Nixon)

### Miglior sceneggiatura
- Emma Thompson - Ragione e sentimento (Sense and Sensibility)
- Amy Heckerling - Ragazze a Beverly Hills (Clueless)

### Miglior film in lingua straniera
- L'età acerba (Les roseaux sauvages), regia di André Téchiné • Francia
- Sotto gli ulivi (Zire darakhatan zeyton), regia di Abbas Kiarostami • Iran
- Lamerica, regia di Gianni Amelio • Italia

### Miglior documentario
- Crumb, regia di Terry Zwigoff

### Miglior fotografia
- Lu Yue - Shanghai Triad - La triade di Shanghai (Yao a yao yao dao waipo qiao)